# Азійська автомагістраль AH6
Азійська автомагістраль 6 (AH6) — маршрут у мережі Азійських автомобільних доріг в Азії та Європі. Він пролягає від Пусана, Південна Корея (по AH1) до кордону між Росією та Білорусією. Разом складає 10,533 кілометри довжини.
На більшій частині своєї російської ділянки AH6 збігається з неофіційною Транссибірською магістраллю та, на захід від Уральських гір, з європейським маршрутом E30 міжнародної мережі доріг E.

## Південна Корея
- Столична дорога Пусана, 61 лінія[ko] : Пусан - Центр - Пусан - Чонгрьонг Нопо-дон[ko]
- Національний маршрут 7 : Пусан - Нопо-дон - Ульсан (розв'язка Мунсу)
- Швидкісна дорога Тонхе : Ульсан - Пхохан
- Національна дорога 7 (Донхе-даеро[ko]) : Поханг - Самчхок
- Швидкісна автострада Тонхе : Самчхок - Каннин - Сокчо
- Національна дорога 7 : Сокчо - Госон

## Північна Корея
- Швидкісна автострада Вонсан-Кумгансан[ko] : Кумгансан - Вонсан
  - Відрізок : Автострада Пхеньян–Вонсан : Вонсан – Пхеньян
- (Позначено як  Національний маршрут 7 через Південну Корею): Вонсан - Хамхин - Сінпо - Танчхон - Кімчхек - Чхонджін - Расон

## Росія

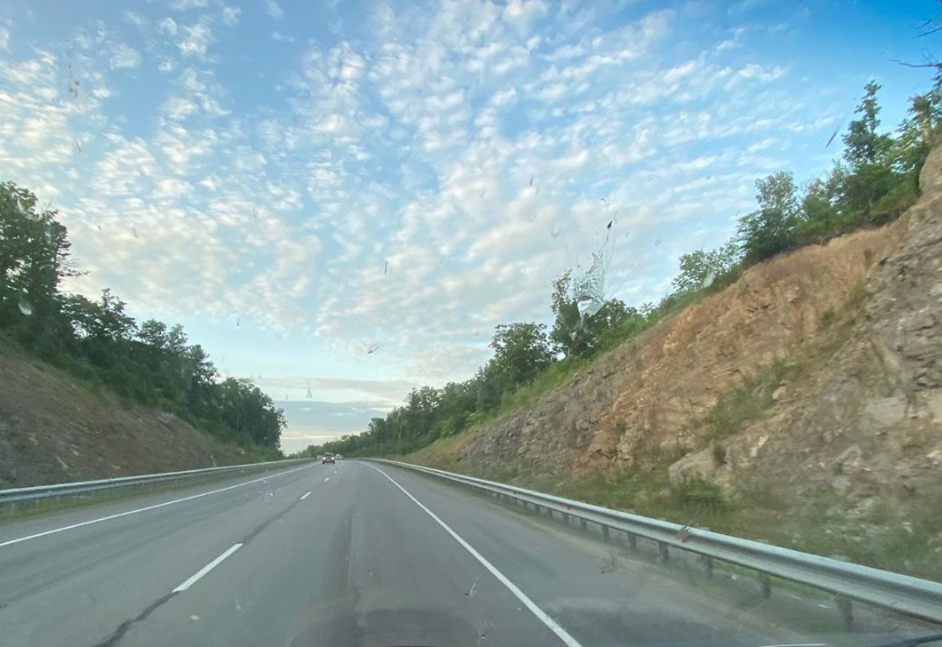
AH6 на ділянці Владивосток-Уссурійськ, Росія.

- 05A-214: кордон з Північною Кореєю – Хасан – Роздольне
- Роздольне – Артем
  - 05А-608 (відділення): Порт Східний – Находка – Артем
- 05А-615 / 05К-605: Артем – Владивосток
- A370: Владивосток - Уссурійськ
- 05A-215: Уссурійськ - Пограничний - кордон з Китаєм

## Китай
- Автомагістраль G10: Суйфеньхе - Маньчжурія

## Росія
- A 350: кордон з Китаєм - Забайкальськ - Чита
- R 258: Китай - Улан-Уде - Іркутськ
- R 255: Іркутськ - Красноярськ - Кемерово - Новосибірськ
- R 254: Новосибірськ - Омськ - Ісилькуль

## Казахстан
- M 51: Каракога - Петропавловськ - Чисте

## Росія
- R 254: Петухово - Курган - Челябінськ
- M 5: Челябінськ - Уфа - Самара - Пенза - Рязань - Москва
- M 1: Москва - Красний (Білорусь:  Магістраль M1)